# Miroslav Šlouf
Miroslav Šlouf (19. září 1948 – 16. února 2018) byl český politik a lobbista, bývalý vedoucí funkcionář SSM a poslanec KSČ, od 90. let vlivná postava ČSSD a později SPOZ. Působil například jako vedoucí poradců bývalého premiéra Miloše Zemana. Jeho jméno figuruje v celé řadě politických skandálů (Olovo, Savoy, Srba).

## Životopis

### Politická činnost
Od roku 1972 byl členem SSM. V politice se začal angažovat v roce 1974, kdy se stal předsedou obvodního výboru SSM Prahy 3, předsedou Českého ústředního výboru SSM a místopředsedou ÚV SSM, předsedou národního výboru Prahy 7 a „pravou rukou“ Antonína Kapka. V letech 1981 až 1992 byl poslancem České národní rady a od února do června 1990 byl jejím místopředsedou. V roce 1991 z KSČ vystoupil (členem byl od roku 1975) a v roce 1994 se stal členem ČSSD. Od roku 1995 byl tajemníkem Jaroslava Bašty. V roce 1998 významně přispěl k vítězství Miloše Zemana v parlamentních volbách a působil jako vedoucí týmu jeho poradců. V jeho týmu vznikl mimo jiné spis Olovo diskreditující Petru Buzkovou. V minulosti také doporučil Janu Kavanovi, aby na ministerstvo zahraničí přijal Karla Srbu, který byl později pravomocně odsouzený za přípravu vraždy novinářky Sabiny Slonkové. Novinářům také přiznal, že během vlády Miloše Zemana se na Úřadu vlády setkával s Františkem Mrázkem. Ten měl v komunikaci se svými spolupracovníky pro Šloufa krycí přezdívku Vodník či Vodňajz.
Šlouf v roce 2000 neúspěšně kandidoval do Senátu na Chrudimsku. Jeho vliv byl omezen po parlamentních volbách 2002, kdy premiér Vladimír Špidla odmítl se Šloufem jakkoli spolupracovat. Také další předseda ČSSD Jiří Paroubek odmítal spolupráci se Šloufem a obviňoval ho z organizace odchodu poslanců z poslaneckého klubu ČSSD.

#### Zemanovci
Šlouf počátkem roku 2008 založil občanské sdružení Přátelé Miloše Zemana. V říjnu 2009 odešel z ČSSD a angažoval se při zakládání Strany Práv Občanů ZEMANOVCI. Po jejím založení se stal předsedou pražské krajské organizace a za tuto stranu kandidoval na pražského primátora.
Šlouf byl členem volebního týmu Miloše Zemana v prezidentských volbách 2013, ale Zeman ho z něj odvolal. Vysvětlil to tím, že Šlouf lhal o tom, že přesvědčil Vladimíra Remka k tomu, aby odmítl kandidovat na prezidenta za KSČM. Šlouf ale takový výrok popřel. Zeman nicméně nadále tvrdil, že Šlouf zůstal jeho přítelem. Po zvolení Miloše Zemana prezidentem Šlouf v únoru 2013 rezignoval na místo předsedy krajské organizace.
V září roku 2013 si jej krajská organizace přesto vybrala jako pražského lídra kandidátky do sněmovních voleb, Na Šloufovu podporu vystoupili někteří další členové SPOZ, jako např. Dita Portová, která byla následně odsunuta na spodní místo na kandidátce, což dávala do vzájemné souvislosti. Šlouf zvažoval žalobu na SPOZ kvůli svému vyškrtnutí a v pokračující kampani vystupoval proti SPOZ. Stranu označil za diktátorskou a vyhlásil, že si nepřeje její účast ve sněmovně. Těsně před volbami vypnul webové stránky strany, kterých byl majitelem. Důvodem prý byla neschopnost SPOZ ochránit je před útokem hackerů; strana pak založila nový oficiální web mimo Šloufův dosah. Zemanovci ve volbách propadli a s výsledkem 1,5 procenta skončili mezi poraženými. Šlouf pak za jedinou šanci pro SPOZ označil urychlené uspořádání mimořádného kongresu, jinak Zemanovcům předpovídal jejich konec.

### Podnikání
Šlouf založil soukromou lobbistickou firmu Slávia Consulting, která pracovala například pro ruskou ropnou firmu Lukoil.

### Úmrtí
Zemřel 16. února 2018 po dlouhé těžké nemoci, měl hned několik zdravotních problémů.

## Citáty
| „                                                                       | Kolegové, když jsem začínal, tak jsem se snažil číst všechny vládní materiály, ale jak přibývaly měsíce, roky, tak jsem četl jen vaše stanoviska. | “ |
| — Miloš Zeman o Miroslavu Šloufovi a jeho týmu (podle Miroslava Šloufa) | |   |